# Białczański Kanion

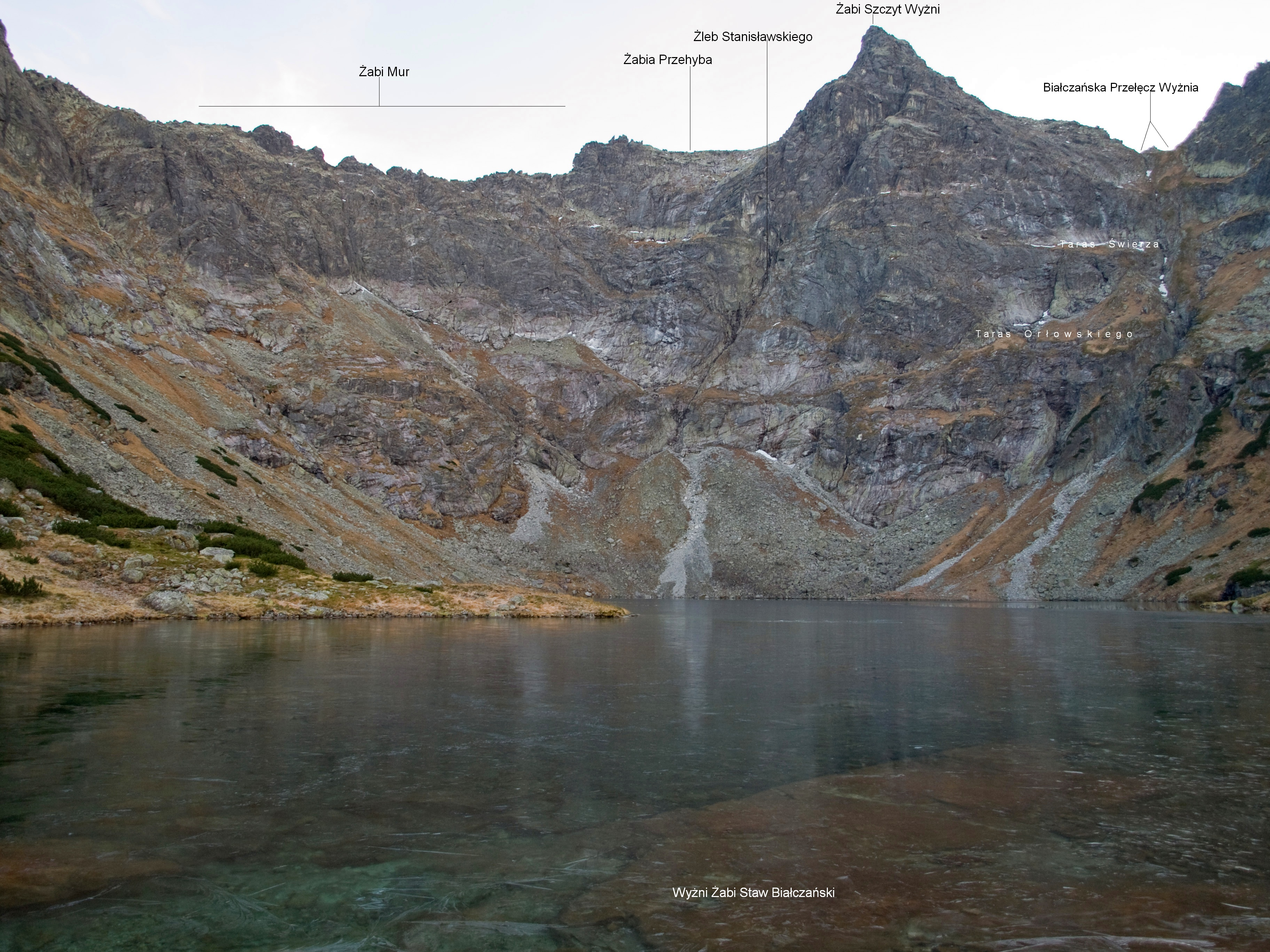
Białczański Kanion poniżej opisanej Białczańskiej Przełęczy Wyżniej

Białczański Kanion (niem. Alpengrundcanon, słow. Bielovodský kaňon, węg. Békás-szurdok, 2085 m) – częściowo żleb, częściowo komin wcinający się we wschodnie zbocza Żabiej Grani w Tatrach Wysokich. Opada spod Białczańskiej Przełęczy Wyżniej na północny wschód, do Doliny Żabiej Białczańskiej. Jego górna część to wąskie i kruche żlebisko, będące najgłębszym wcięciem w całym otoczeniu Doliny Żabiej. Dolna część to wypełnione piargami koryto uchodzące nad południowo-zachodnim brzegiem Wyżniego Żabiego Stawu Białczańskiego. Żlebem tym schodzą lawiny śnieżne i kamienne. Naniesiony nim skalny materiał zasypał część stawu, tworząc w nim wysepkę o długości około 30 m. Od brzegu oddziela ją wąska i głęboka cieśnina. Wysepka jest silnie zarośnięta roślinnością, co oznacza, że proces jej tworzenia już się ukończył. Z materiału znoszonego żlebem usypuje się natomiast cypel nad brzegiem stawu.
Orograficznie prawe ograniczenie Białczańskiego Kanionu tworzy ściana Żabiego Szczytu Wyżniego z Tarasem Orłowskiego i Tarasem Świerza, lewe ściana Żabiego Mnicha. Odcinkami Białczańskiego Kanionu prowadzi taternicka droga wspinaczkowa ''Z Żabiej Doliny Białczańskiej (0+, odcinek I w skali tatrzańskiej). Jest to jednak zamknięty dla turystów i taterników obszar ochrony ścisłej Tatrzańskiego Parku Narodowego.
Autorem nazwy żlebu jest Władysław Cywiński.

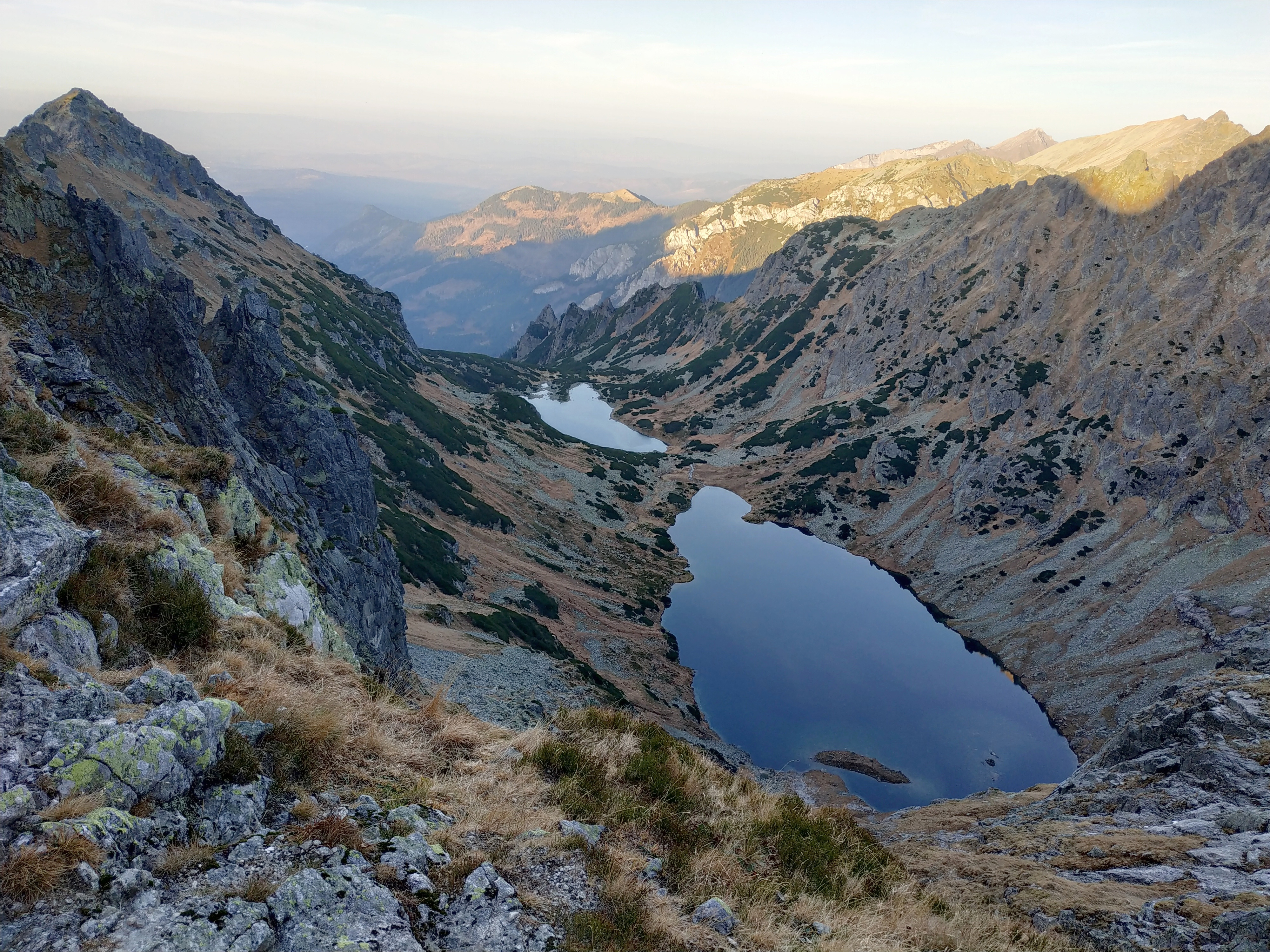
Wysepka na Wyżnim Żabim Stawie usypana z materiału skalnego znoszonego Białowodzkim Kanionem